# Ionenleiter
Der Ionenleiter (engl. ionic conductor) ist
- in der Elektrochemie ein Gas, ein Festkörper oder eine Flüssigkeit, bei dem der Transport elektrischer Ladungen durch Ionen und nicht durch Elektronen erfolgt. Typische Ionenleiter sind ionisierte Gase und Elektrolyte. Die Halbzellen von galvanischen Zellen werden durch eine Salzbrücke oder ein Diaphragma verbunden.
- in der Neurophysiologie eine intra- oder extrazelluläre Flüssigkeit sowie die zwischen diesen jeweils vermittelnden Membrandurchlässe, z. B. in Form von Ionenkanälen und Ionenpumpen.